# Campus Numérique Économie et Gestion
 (mars 2023).
Campus Numérique Économie & Gestion (CANEGE) est un consortium de cinq universités françaises proposant des formations à distance et en ligne de licence d'économique et gestion ainsi que des Masters. Son catalogue propose des formations diplômantes ainsi que non-diplômantes.
Elle dispose d'un partenariat avec le CNED.

## Universités Partenaires
- Université Paris-Dauphine
- Université Paris 2
- Université de Nice - Sophia Antipolis
- Université Paris Sud faculté Jean Monnet
- Université Grenoble 2 Pierre Mendés France